# Болеслав Скарбек
Скарбек (Шацький) Болеслав Володиславович (Skarbek (Szacki) Bolesław) (1888, Кузнецьк — 3 червня 1934, Харків) — польський комуністичний діяч в УСРР. Журналіст, агітатор та громадський обвинувачувач на судових процесах 1920-х рр. Член ВУЦВК.

## Біографія
Народився в м. Кузнецьк (нині місто Пензенської обл., РФ) в сім'ї лісничого шляхетського походження, предків якого вислали з Польщі за участь у повстанні Т.Косцюшка 1794. Закінчив Немирівську класичну гімназію, навчався в Київському політехнічному інституті (не закінчив). 
В 1906—1910  рр. — член ППС-фракції (ППС — Польська партія соціалістична), згодом належав до ППС-лівиці. Був ув'язнений (1914—1916). 
Один з організаторів Польського соціалістичного об'єднання в Харкові (1917). Із 1917 — член РСДРП(б).  
1917—1918 — член Харківської ради робітничих і солдатських депутатів, зав. культурно-освітнього відділу губернського комісаріату в польських справах у Харкові (із січня 1918 мав повноваження «Крайового комісаріату в польських справах»). 
В 1919 — член редколегії газет «Komunista Polski», «Głos komunisty», керівник польської секції Федерації іноземних комуністичних груп в Україні, редактор її газети «Sztandar Komunizmu», один із засновників київської групи Комуністичної робітничої партії Польщі. 
У вересні 1919 — січні 1921 — голова Закордонного бюро ЦК КП(б)У та керівник польського відділу РВР Зах. фронту. Згодом: зав. польс. бюро Агітпропвідділу ЦК КП(б)У, зав. польс. бюро Київ. окружного к-ту КП(б)У, редактор газ. «Пролетарська правда» (Київ), заст. редактора газет «Sierp» (Харків, 1926—27) та «Trybuna radziecka» (Москва).
В березні 1924 року брав участь як громадський обвинувач на процесі «Київського обласного центру дії».
Із 1929 — знову в Києві: редактор газ. «Киевский пролетарий», зав. відділу Київ. окружного к-ту КП(б)У, директор Інституту польської пролетарської культури при ВУАН.
Із жовтня 1932 — зав. культпропвідділу Чернігівського обкому КП(б)У.
Заарештований 15 серпня 1933 за належність до «Польської військової організації» (ПВО). 
В ході катувань співробітниками НКВС, 19 серпня 1933 р. визнав свою «приналежність» до «ПВО».
Як «керівник»/«комендант» українських «поляків» 9 березня 1934 року Колегією ОДПУ СРСР засуджений до розстрілу. Страчений 3 червня 1934 року у м. Харків.
27 лютого 1958 року Болеслав Скарбек реабілітований Військовою колегією Верховного суду СРСР.